# Pilea swinglei
Pilea swinglei är en nässelväxtart som beskrevs av Elmer Drew Merrill. Pilea swinglei ingår i släktet pileor, och familjen nässelväxter. Inga underarter finns listade i Catalogue of Life.